# Саддар
Саддар (англ. Saddar Town) — техсил расположенный в центральной части пакистанского города Карачи, столицы провинции Синд. Название Саддар означает, как правило, центр населённого пункта в Пакистане. Саддар — один из древнейших районов города и был центром Карачи колониального периода.

## Географическое положение
Техсил граничит с Джамшедом и районом Клифтон на востоке, с Кайамари и омывается Аравийским морем на юге, с Лайари на западе. Техсил состоит из 11 союзных советов.

## Населения
В 1998 году население техсила составляло 616,151 человек.

## Власть
- Назим — Мухаммад Дилавар
- Наиб назим — Насир Кхан Таймори
- Администратор — Масрур Мемон